# Apalis de Karamoja
L'apalis de Karamoja (Apalis karamojae) és una espècie d'ocell passeriforme que pertany a la família Cisticolidae pròpia d'Àfrica oriental.

## Distribució i hàbitat
Es troba a Tanzània, Uganda i Kenya.
L'hàbitat natural són les zones arbustives humides tropicals amb especial predilecció per zones amb acàcies Acacia drepanolobium. Està amenaçat per pèrdua d'hàbitat.